# 篠崎洋子
篠崎 洋子（しのざき ようこ、現姓：田村、1945年1月29日 - ）は、日本の元女子バレーボール選手。1964年東京オリンピックバレーボール女子金メダリスト。

## 来歴
埼玉県大宮市（現さいたま市）出身。東京オリンピックメンバー選考会では、日紡貝塚のサブメンバーであることが評価されてメンバー入りが決定した。

## 球歴
- 所属チーム履歴

市立宮原中学 → 大宮高校 → 日紡貝塚/ニチボー貝塚（1963-1967年）
- 全日本代表としての主な国際大会出場歴
  - オリンピック - 1964年
  - 世界選手権 - 1962年、1967年